# Cyornis
Genre
Le genre Cyornis regroupe des passereaux appartenant à la famille des Muscicapidae.

## Taxonomie
S'appuyant sur diverses études phylogéniques, le Congrès ornithologique international (classification version 4.1, 2014) transfère dans ce genre sept espèces jusque-là placées dans le genre Rhinomyias.

### Liste des espèces

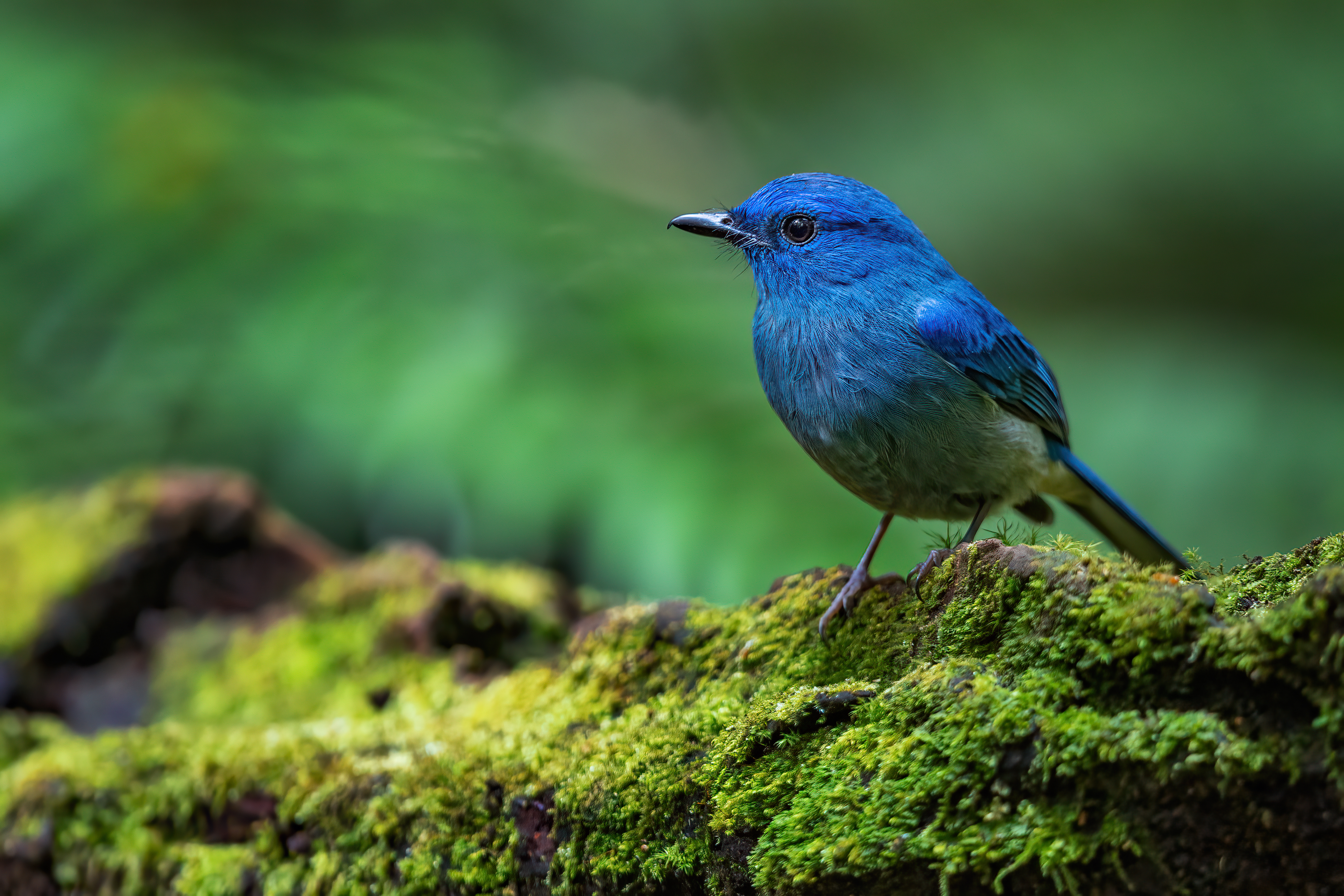
Cyornis unicolor dans l'est de Java (île). Juin 2023.

D'après la classification de référence (version 15.1, 2025) du Congrès ornithologique international (ordre phylogénique) :
- Cyornis unicolor – Gobemouche bleuâtre
- Cyornis glaucicomans – Gobemouche du Yunnan
- Cyornis rubeculoides – Gobemouche à menton bleu
- Cyornis hainanus – Gobemouche de Hainan
- Cyornis superbus – Gobemouche de Bornéo
- Cyornis turcosus – Gobemouche malais
- Cyornis lemprieri – Gobemouche de Balabac
- Cyornis caerulatus – Gobemouche à grand bec
- Cyornis herioti – Gobemouche à poitrine bleue
- Cyornis camarinensis – Gobemouche des Caramines
- Cyornis ruficauda – Gobemouche à queue marron
- Cyornis ocularis – Gobemouche des Sulu
- Cyornis ruficrissa – Gobemouche du Kinabalu
- Cyornis pallipes – Gobemouche à ventre blanc
- Cyornis brunneatus – Gobemouche à poitrine brune
- Cyornis nicobaricus – Gobemouche des Nicobar
- Cyornis umbratilis – Gobemouche ombré
- Cyornis magnirostris – Gobemouche à bec fort
- Cyornis tickelliae – Gobemouche de Tickell
- Cyornis sumatrensis – Gobemouche d'Indochine
- Cyornis whitei – Gobemouche de White
- Cyornis rufigastra – Gobemouche des mangroves
- Cyornis omissus – Gobemouche des Célèbes
- Cyornis kalaoensis – Gobemouche de Kalao
- Cyornis banyumas – Gobemouche des collines
- Cyornis montanus – Gobemouche dayak
- Cyornis kadayangensis – Gobemouche de Meratus
- Cyornis poliogenys – Gobemouche de Brooks
- Cyornis olivaceus – Gobemouche à dos olive
- Cyornis pelingensis – Gobemouche de Peleng
- Cyornis colonus – Gobemouche à queue henné
- Cyornis ruckii – Gobemouche de Rück